# Unitat (Letònia)
Unitat (letó: Vienotība) és un partit polític letó d'ideologia conservadora creat el 6 d'agost de 2011 per la fusió de Partit de la Nova Era, Unió Cívica i Societat per a una Nova Política. L'origen del partit es troba en la coalició electoral formada pels mateixos partits, fundada el 6 de març de 2010. La coalició va ser creada per a unir forces per fer front a la coalició Centre de l'Harmonia, que havia anat guanyant força en moltes de les enquestes que es realitzaven per a les eleccions legislatives del 2 d'octubre de 2010, mentre altres forces conservadores (Partit Popular, Per la Pàtria i la Llibertat/LNNK i LPP/LC) estaven per sota del sostre electoral del 5%.
A les eleccions de 2010 va aconseguir ser la primera força política del Saeima. Va obtenir 33 escons i va rebre el 31,22% dels sufragis. El 3 de novembre de 2010, el seu candidat, Valdis Dombrovskis, va aconseguir formar el nou govern en coalició amb la Unió de Verds i Agricultors.
El 6 d'agost de 2011, la coalició electoral es va convertir en partit polític. El nou partit va ser format pels integrants de la coalició electoral. Unitat va participar en les eleccions extraordinàries de 2011 on va obtenir 20 escons i el 18,88% dels vots, quedant en tercera posició.

## Resultats electorals

### Saeima
| Any  | Lider              | Resultats        | Resultats        | Resultats | Resultats | Pos. | Govern   |
| Any  | Lider              | Vots             | %                | Escons    | +/–       | Pos. | Govern   |
| ---- | ------------------ | ---------------- | ---------------- | --------- | --------- | ---- | -------- |
| 2010 | Valdis Dombrovskis | 301,429          | 31.90            | 33 / 100  | Nou       | 1r   | Coalició |
| 2011 | Valdis Dombrovskis | 172,563          | 19.00            | 20 / 100  | 13        | 3r   | Coalició |
| 2014 | Laimdota Straujuma | 199,535          | 22.01            | 23 / 100  | 3         | 2n   | Coalició |
| 2018 | Krišjānis Kariņš   | Dins Nova Unitat | Dins Nova Unitat | 7 / 100   | 16        | 7è   | Coalició |
| 2022 | Krišjānis Kariņš   | Dins Nova Unitat | Dins Nova Unitat | 23 / 100  | 16        | 1r   | Coalició |

### Parlament Europeu
| Any   | Lider              | Vots             | %                | Escons | +/– |
| ----- | ------------------ | ---------------- | ---------------- | ------ | --- |
| 2014  | Valdis Dombrovskis | 204,979          | 46.56 (#1)       | 4 / 8  |     |
| 20191 | Valdis Dombrovskis | Dins Nova Unitat | Dins Nova Unitat | 2 / 8  | 2   |